# 宗如周
宗如周，南北朝时南阳人。
宗如周有才学，举止端庄文雅。以幕僚的身份跟随萧詧，历任黄门侍郎、散骑常侍、列卿，后来官至度支尚书。宗如周脸型狭长，萧詧根据《法华经》中“闻经随喜，面不狭长”的说法，曾开玩笑地对他说：“你为什么要诽谤佛经呢？” 宗如周显得局促不安，自己辩解没有诽谤。萧詧又说他一遍。宗如周感到害怕，出来后告诉了蔡大宝。蔡大宝明白萧詧的意思，笑着对宗如周说：“宗君当然没有诽谤其他佛经，想必是不相信《法华经》罢了。”宗如周这才醒悟。一次，有人到宗如周那里申诉事情，称为经作如州官，于是说：“我有冤屈积压未申，所以来向如州官申诉。” 宗如周说：“你这小人，竟敢直呼我的名字。” 那人惭愧地道歉说：“只说如州官作如州，不知如州官名如周。早知如州官名如周，不敢叫如州官作如周。”宗如周于是笑着说：“让你自责，没想到反而更冒犯我了。”众人都佩服宗如周的宽厚文雅。明帝萧岿天保九年（570年），宗如周去世。宗如周有七个儿子，其中宗希颜、宗希华有名。宗希颜有文才，官至中书舍人。宗希华精通儒术，是荆楚一带的儒学宗师。